# Бадолатоса
Бадолатоса (ісп. Badolatosa) — муніципалітет в Іспанії, у складі автономної спільноти Андалусія, у провінції Севілья. Населення — 3238 осіб (2010).
Муніципалітет розташований на відстані близько 360 км на південь від Мадрида, 120 км на схід від Севільї.
На території муніципалітету розташовані такі населені пункти: (дані про населення за 2010 рік)
- Бадолатоса: 2608 осіб
- Буррако: 3 особи
- Коркоя: 445 осіб
- Уертас-де-ла-Манга: 182 особи

## Демографія
Динаміка населення (INE ):

## Галерея зображень

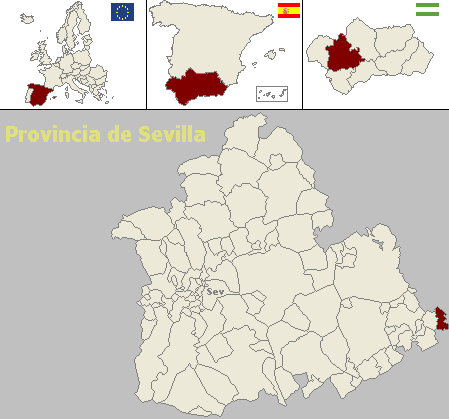
Розташування муніципалітету Бадолатоса у провінції Севілья